# Deo Volente Farms
Deo Volente Farms, är ett stuteri beläget i Flemington i New Jersey i USA. Några av stuteriets avelshingstar innefattar bland annat Trixton och Six Pack. Stuteriet är ett av de främsta inom nordamerikansk travsport.
Deo Volente Farms fokus är spetskompetens och kvalitet. Stuteriet har fött upp segrare av i många av de mest prestigefyllda loppen i nordamerikansk travsport, bland annat Breeders Crown, Little Brown Jug, North America Cup, She's A Great Lady Stakes, Three Diamonds och Canadian Pacing Derby.
I november 2020 meddelades det att Propulsion kommer att stallas upp som avelshingst på stuteriet under 2021, eftersom Propulsion visats vara nervsnittad och inte får verka i svensk avel.